# إيفان هولواي
إيفان هولواي (بالإنجليزية: Evan Holloway)‏ هو نحات أمريكي، ولد في 1967 في لا ميرادا في الولايات المتحدة.